# Fluidesign
Fluidedesign es un fabricante canadiense de cascos de remo de competición, conocido por sus diseños innovadores y construcción totalmente en carbono.

## Historia
Fluidesign comenzó como un proyecto dentro de Diamond, que experimentó con varios productos antes de centrarse en cascos de remo. Gord Henry, un olímpico, fue instrumental en el desarrollo del primer casco de competición de la empresa. La compañía se inició oficialmente en 1999, adoptando la construcción de compuestos de fibra de carbono y diseños aerodinámicos para mejorar el rendimiento.  

## Hoy
Operando desde London, Ontario, Fluidesign está comprometida con la artesanía y la calidad. Se especializa en diseños innovadores como el timón montado en la proa, una característica probada y perfeccionada en colaboración con la Universidad de Míchigan, lo que llevó a una velocidad mejorada y una menor resistencia al aire. 

## Productos
Los cascos de Fluidesign son notables por no incorporar un núcleo entre las capas de carbono, utilizando fibras tejidas especialmente para la rigidez y durabilidad. La filosofía de diseño de la empresa enfatiza la velocidad, ligereza y resistencia, haciendo sus botes populares en el remo competitivo 

## Endosos
Los botes de Fluidesign han sido respaldados por varios olímpicos y remeros competitivos por su velocidad, durabilidad y diseño innovador, contribuyendo significativamente al paisaje competitivo del deporte. 

## Asociaciones
La asociación de la empresa con EXR, una aplicación de remo interior virtual, demuestra su compromiso con la innovación, permitiendo a los remeros experimentar los botes de Fluidesign en entornos virtuales. 